# Padmasambhava
Padmasambhava (ve Wylieho transkipci Padma-´bjung-gnas), v překladu doslova „Z lotosu zrozený“, v himálajských oblastech známější jako Guru rinpočhe („Velevzácný učitel“), byl buddhistický učitel a tantrický jogín, který podle tradice uvedl buddhismus do Tibetu. Dodnes je Padmasambhava ctěn v tibetském buddhismu. Padmasambhavovi se tradičně připisuje autorství textu Bardo thödol neboli Tibetské knihy mrtvých.

## Život

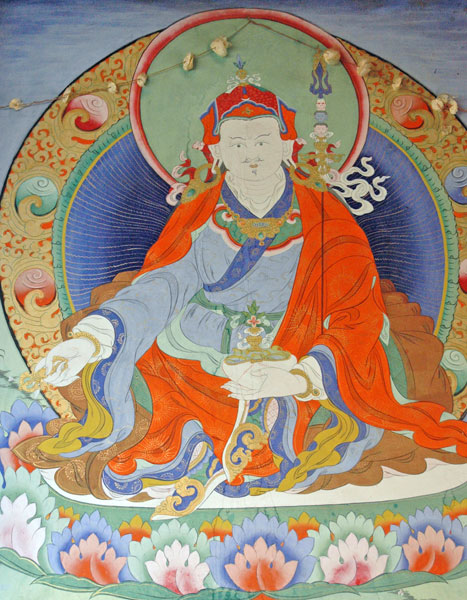
Padmasambhava

Podle tradice se narodil v království Udjána, což je oblast v dnešním Pákistánu. Oženil se s dcerou tamějšího krále. Údajně měl schopnost zapamatovat všechno učení a texty, které byly i jen jednou vyřčeny v jeho přítomnosti. To mu zajistilo pověst učence mezi buddhistickými mnichy. Později cestoval do Tibetu, kde založil školu Ňingmapa.
Podle legendy se v Tibetu před jeho příchodem používala a masově praktikovala forma černé magie, kvůli čemuž se tam výborně dařilo démonům, kteří zdařile ničili každý pokus tibetských vůdců o zavedení buddhismu... až do povolání Padmasambhavy, který dal démonům na vybranou – buď rozpuštění do prázdnoty nebo se stát ochráncem Buddhova učení, většina démonů si vybrala to druhé, což dodnes můžeme vidět na obrazech či maskách ochránců tibetského buddhismu. Viditelným znakem bývá třetí oko, které démonům chybí.
První Padmasambhavův životopis pochází až ze 14. století a obsahuje mnoho legendárních příhod. Jiné prameny do té doby nejsou známy. Některými badateli tak bývá někdy zpochybňován jako historická osobnost.